# 46824 Tambora
46824 Tambora è un asteroide della fascia principale. Scoperto nel 1998, presenta un'orbita caratterizzata da un semiasse maggiore pari a 2,4056514 UA e da un'eccentricità di 0,0850952, inclinata di 5,40707° rispetto all'eclittica. Prende il nome dal vulcano indonesiano Tambora.